# Хорольский, Владимир Иванович
Владимир Иванович Хорольский (18 июля 1935, Чистяковский горсовет, Сталинская область — 20 июля 2004, Курган) — советский государственный и партийный деятель, председатель исполнительного комитета Курганского городского Совета народных депутатов (1978—1983). Заслуженный строитель Российской Федерации (1994).

## Биография
Владимир Иванович Хорольский родился 18 июля (по другим данным 25 июля) 1935 года в семье шахтёра в посёлке Шахты № 15 Чистяковского горсовета Донецкой области Украинской ССР. 21 ноября 1979 года в городскую черту города Снежного вошёл посёлок Земляничное (до 30 мая 1958 года — посёлок шахты № 15 «Основная»). Ныне город Снежное входит в состав Снежнянского городского совета Донецкой области Украины и контролируется Донецкой Народной Республикой.
В 1958 году окончил Ростовский инженерно-строительный институт по специальности «Инженер-строитель путей сообщения». После окончания института направлен в УНР-775 Курганского совнархоза, преобразованного в управление «Курганспецстрой» Минмонтажтяжстроя СССР. Работал мастером, прорабом, главным инженером, а с 1962 года — начальником управления.
В 1968—1970 годах — заместитель заведующего отделом строительства Курганского обкома КПСС. 
В 1970—1976 годах — начальник управления коммунального хозяйства Курганского облисполкома.
В 1976—1978 годах — второй секретарь Курганского горкома КПСС.
С сентября 1978 года по май 1983 года — председатель исполнительного комитета Курганского городского Совета народных депутатов. В 1982 году окончил без отрыва от производства Академию общественных наук при ЦК КПСС.
В 1983—1988 годах — заведующий отделом строительства Курганского обкома КПСС.
В 1988—1991 годах — заместитель председателя Курганского облисполкома.
С ноября 1991 года по 2001 год — начальник управления государственной вневедомственной экспертизы при Администрации Курганской области.
Неоднократно был избран членом Курганского горкома и Курганского обкома КПСС, Курганского городского и Курганского областного Советов народных депутатов.
Владимир Иванович Хорольский умер 20 июля 2004 года. Похоронен на кладбище села Кетово Кетовского сельсовета Кетовского района Курганской области, ныне село — административный центр Кетовского муниципального округа той же области.

## Награды
- Орден Дружбы народов
- Орден «Знак Почёта», дважды
- Три медали
- Звание «Заслуженный строитель Российской Федерации», 1994 год

## Семья
Отец, Иван Васильевич Хорольский, шахтёр, участник Великой Отечественной войны; мать Раиса Павловна.
Жена Дина Ивановна (12 августа 1932 — 4 января 2014), врач. 
Дочь Елена Пономарёва (5 апреля 1966 — 15 февраля 1999), погибла в дорожной аварии; внук Тимофей.